# 陳儒伶
 陳儒伶（1979年9月1日—），臺中人，前臺灣女子籃球運動員，場上位置為中鋒與前鋒，出身德化國小、中山國中、金甌女中、臺北市立體育專科學校，1998年首次當選中華女籃國手。

## 外部連結
- 陳儒伶在archive.fiba.com（archived）（英语）
- 陳儒伶在archive.fiba.com（archived）（英语）